# Harjujärvi (sjö i Joutsa, Mellersta Finland)
Harjujärvi är en sjö i kommunen Joutsa i landskapet Mellersta Finland i Finland. Sjön ligger 127,9 meter över havet. Arean är 46 hektar och strandlinjen är 6,74 kilometer lång. Sjön  ingår i Kymmene älvs huvudavrinningsområde.   Den ligger omkring 42 kilometer söder om Jyväskylä och omkring 200 kilometer norr om Helsingfors. 